# Calcio Catania 1992-1993
Questa voce raccoglie le informazioni riguardanti il Calcio Catania nelle competizioni ufficiali della stagione 1992-1993.

## Stagione
Nella stagione 1992-93 il Catania ha disputato il girone B della Serie C1, con 34 punti è giunto ottavo in classifica, il torneo ha visto salire in Serie B il Palermo con 46 punti, ed il Perugia con 44 punti in classifica. La crisi societaria costringerà il Catania a ripartire dal campionato dilettantistico di Eccellenza nella stagione 1993-94. Miglior marcatore catanese di questa stagione è stato ancora Loriano Cipriani autore di dodici centri. Nella Coppa Italia gli etnei superano nel primo turno il Licata, nel secondo turno superano il turno a spese del Siracusa, nel terzo turno superano nel doppio confronto il Messina, poi cedono nel quarto turno, nel quale vengono eliminati nel girone E dal Catanzaro e dal Palermo, che accedono ai quarti di finale, i rosanero siciliani in giugno si aggiudicano il trofeo.

## Rosa
| N. |                   | Ruolo | Calciatore         |
| -- | ----------------- | ----- | ------------------ |
|    | Italia (bandiera) | P     | Ferro Tontini      |
|    | Italia (bandiera) | P     | Andrea Carlo Rizzo |
|    | Italia (bandiera) | D     | Giorgio Bertolone  |
|    | Italia (bandiera) | D     | Giovanni Colasante |
|    | Italia (bandiera) | D     | Riki Di Bin        |
|    | Italia (bandiera) | D     | Ignazio Di Stefano |
|    | Italia (bandiera) | D     | Walter Dondoni     |
|    | Italia (bandiera) | D     | Paolo Grossi       |
|    | Italia (bandiera) | D     | Manuel Marcuz      |
|    | Italia (bandiera) | C     | Gaspare Cacciola   |

| N. |                   | Ruolo | Calciatore           |
| -- | ----------------- | ----- | -------------------- |
|    | Italia (bandiera) | C     | Alfonso Greco        |
|    | Italia (bandiera) | C     | Nunzio La Torre      |
|    | Italia (bandiera) | C     | Giancarlo Marini     |
|    | Italia (bandiera) | C     | Willi Pittana        |
|    | Italia (bandiera) | C     | Orazio Russo         |
|    | Italia (bandiera) | C     | Alessandro Susi      |
|    | Italia (bandiera) | C     | Leonardo Vanzetto    |
|    | Italia (bandiera) | A     | Loriano Cipriani     |
|    | Italia (bandiera) | A     | Gianfranco Palmisano |
|    | Italia (bandiera) | A     | Claudio Pelosi       |

## Risultati

### Serie C1

#### Girone di andata
| Arbitro: | Lana (Torino) |

|                                                           |           |             |
| Cipriani 35’, 83’ (rig.) Susi 66’ Pelosi 78’ La Torre 87’ | Marcatori | 20’ Catelli |

| Reggio Calabria 6 settembre 1992 2ª giornata | Reggina             | 0 – 0 | Catania | Stadio Comunale\| Arbitro: \| Minotti (Frosinone) \| |
| Arbitro:                                     | Minotti (Frosinone) |       |         |                                                      |

| Arbitro: | M. Branzoni (Pavia) |

|              |           |                                         |
| Cipriani 24’ | Marcatori | 14’ C. Fermanelli 35’ (rig.) Campilongo |

| Casarano 20 settembre 1992 4ª giornata | Casarano       | 0 – 0 | Catania | Stadio Giuseppe Capozza\| Arbitro: \| Calvi (Milano) \| |
| Arbitro:                               | Calvi (Milano) |       |         |                                                         |

| Catania 27 settembre 1992 5ª giornata | Catania            | 0 – 0 | Palermo | Stadio Cibali\| Arbitro: \| Ercolino (Cassino) \| |
| Arbitro:                              | Ercolino (Cassino) |       |         |                                                   |

| Arbitro: | Freddi (Sassari) |

|           |           |  |
| Gelsi 76’ | Marcatori |  |

| Arbitro: | Bizzotto (Castelfranco Veneto) |

|                                                                                   |           |                                  |
| Claudio Pelosi 5’ Loriano Cipriani 28’, 90'+4’ Orazio Russo 41’ Willi Pittana 75’ | Marcatori | 66’ Francesco Alessandro Rispoli |

| Arbitro: | Treossi (Forlì) |

|                 |           |  |
| Susi 72’ (aut.) | Marcatori |  |

| Arbitro: | Pacifici (Roma) |

|                         |           |  |
| Pelosi 10’ Cipriani 42’ | Marcatori |  |

| Arbitro: | D. Messina (Bergamo) |

|  |           |                 |
|  | Marcatori | 90’ Bucciarelli |

| Arbitro: | Senzacqua (Ascoli Piceno) |

|  |           |           |
|  | Marcatori | 90’ Russo |

| Arbitro: | Baudo (Torino) |

|            |           |  |
| Pelosi 12’ | Marcatori |  |

| Siracusa 29 novembre 1992 13ª giornata | Siracusa         | 0 – 0 | Catania | Stadio Vittorio Emanuele III\| Arbitro: \| Pontani (Verona) \| |
| Arbitro:                               | Pontani (Verona) |       |         |                                                                |

| Arbitro: | Daneluzzi (Latisana) |

|            |           |               |
| Pelosi 15’ | Marcatori | 66’ Di Pietro |

| Salerno 13 dicembre 1992 15ª giornata | Salernitana        | 0 – 0 | Catania | Stadio Arechi\| Arbitro: \| Iannello (Voghera) \| |
| Arbitro:                              | Iannello (Voghera) |       |         |                                                   |

| Arbitro: | Masulli (Cremona) |

|                                            |           |  |
| Pasa 30’ (rig.) Pierozzi 85’ De Rosa 90+2’ | Marcatori |  |

| Arbitro: | Manganelli (Milano) |

|                        |           |             |
| Pelosi 57’ Pittana 75’ | Marcatori | 8’ Brescini |

#### Girone di ritorno
| Arbitro: | F. Rossi (Rovigo) |

|                    |           |  |
| Dondoni 64’ (aut.) | Marcatori |  |

| Arbitro: | Piantoni (Terni) |

|              |           |                 |
| Cipriani 10’ | Marcatori | 57’ G. Bizzarri |

| Caserta 7 febbraio 1993 20ª giornata | Casertana         | 0 – 0 | Catania | Stadio Alberto Pinto\| Arbitro: \| Bonfrisco (Monza) \| |
| Arbitro:                             | Bonfrisco (Monza) |       |         |                                                         |

| Arbitro: | Fonisto (Napoli) |

|                       |           |                  |
| Susi 62’ Cipriani 73’ | Marcatori | 39’ (rig.) Raggi |

| Arbitro: | Lana (Torino) |

|  |           |                            |
|  | Marcatori | 20’ Cipriani 68’ Palmisano |

| Arbitro: | L. Branzoni (Pavia) |

|            |           |  |
| Pelosi 60’ | Marcatori |  |

| Nola 14 marzo 1993 24ª giornata | Nola                       | 0 – 0 | Catania | Stadio Comunale Piazza d'Armi (2.500 spett.)\| Arbitro: \| Domenico Messina (Bergamo) \| |
| Arbitro:                        | Domenico Messina (Bergamo) |       |         |                                                                                          |

| Catania 21 marzo 1993 25ª giornata | Catania         | 0 – 0 | Acireale | Stadio Cibali\| Arbitro: \| Pacifici (Roma) \| |
| Arbitro:                           | Pacifici (Roma) |       |          |                                                |

| Messina 28 marzo 1993 26ª giornata | Messina         | 0 – 0 | Catania | Stadio Giovanni Celeste\| Arbitro: \| Gronda (Genova) \| |
| Arbitro:                           | Gronda (Genova) |       |         |                                                          |

| Arbitro: | F. Bizzotto (Castelfranco Veneto) |

|                            |           |  |
| Tarantino 31’ Dal Moro 51’ | Marcatori |  |

| Arbitro: | Serena (Bassano del Grappa) |

|                        |           |                    |
| Cipriani 34’ Greco 87’ | Marcatori | 65’ (rig.) Cimmino |

| Arbitro: | Capozzi (Vicenza) |

|              |           |  |
| Morganti 89’ | Marcatori |  |

| Catania 2 maggio 1993 30ª giornata | Catania        | 0 – 0 | Siracusa | Stadio Cibali\| Arbitro: \| Ferro (Verona) \| |
| Arbitro:                           | Ferro (Verona) |       |          |                                               |

| Arbitro: | Baudo (Torino) |

|  |           |           |
|  | Marcatori | 26’ Greco |

| Arbitro: | F. Rossi (Rovigo) |

|              |           |                             |
| Cipriani 50’ | Marcatori | 49’ Strada 86’ (aut.) Rizzo |

| Arbitro: | Santoruvo (Bari) |

|  |           |             |
|  | Marcatori | 8’ Campione |

| Arbitro: | Pola (Rovereto) |

|                       |           |  |
| Libro 85’, 90’ (rig.) | Marcatori |  |

## Coppa Italia
| Arbitro: | Cirotti (Roma) |

|                           |           |                      |
| Matrone 41’ Di Corcia 43’ | Marcatori | 31’ Pittana 79’ Susi |

| Arbitro: | Capraro (Cassino) |

|                           |           |                      |
| Susi 59’ (rig.) Russo 83’ | Marcatori | 37’ (rig.) Di Corcia |

| Siracusa 2 settembre 1992 2º turno - Andata | Siracusa           | 0 – 0 | Catania | Stadio Vittorio Emanuele III\| Arbitro: \| De Santis (Tivoli) \| |
| Arbitro:                                    | De Santis (Tivoli) |       |         |                                                                  |

| Arbitro: | De Prisco (Nocera Inferiore) |

|                                   |           |                         |
| Russo 22’ Pelosi 32’ La Torre 87’ | Marcatori | 77’ Zanetti 90’ Di Baia |

| Arbitro: | Longo (Paola) |

|            |           |                                      |
| Putelli 2’ | Marcatori | 25’ Susi 35’ Cipriani 70’ Di Stefano |

| Arbitro: | Fonisto (Napoli) |

|                        |           |             |
| Russo 67’ La Torre 81’ | Marcatori | 34’ Vecchio |

### Quarto Turno Girone E
| Arbitro: | Baudo (Torino) |

|                                             |           |                  |
| Procopio 40’ Grossi 45’ (aut.) Guzzetti 84’ | Marcatori | 10’ (aut.) Leone |

| Arbitro: | Cirotti (Roma) |

|            |           |                           |
| Pelosi 57’ | Marcatori | 68’ Cecconi 76’ Battaglia |

| 16 gennaio 1993 3ª giornata |  | – Turno di riposo Catania |  |  |